# Заря (Красноармейский район, Краснодарский край)
Заря́ — посёлок в Красноармейском районе Краснодарского края.
Входит в состав Октябрьского сельского поселения.

## Население
| 2002 | 2010 |
| ---- | ---- |
| 842  | ↗850 |

## Улицы
| - ул. Гаражная, - ул. Зелёная, - ул. Красноармейская, | - ул. Кубанская, - ул. Молодёжная, - ул. Набережная, | - ул. Октябрьская, - ул. Почтовая, - ул. Школьная. |